# Gobernación de Musandam
Musandam es una gobernación de Omán; está compuesta por cuatro valiatos: Khasab, Bukha, Daba Al Bayah y Madha. La capital de la región es Khasab. 

## Ubicación
Musandam ocupa la península homónima, limitando al sur con Emiratos Árabes Unidos. Se encuentra a 45 kilómetros de la costa iraní. 
Su posición es sumamente estratégica para las rutas marítimas petroleras, al ubicarse en la parte más angosta del estrecho de Ormuz, el cual comunica al Golfo Pérsico con el Golfo de Omán y el Océano Índico.

## Cultura
En el norte, la lengua más hablada es el kumzari, que es una de las lenguas iranias del sudoeste y una subrama del persa. También el árabe shíji es una variedad diferenciada de árabe, autóctona de esta región.

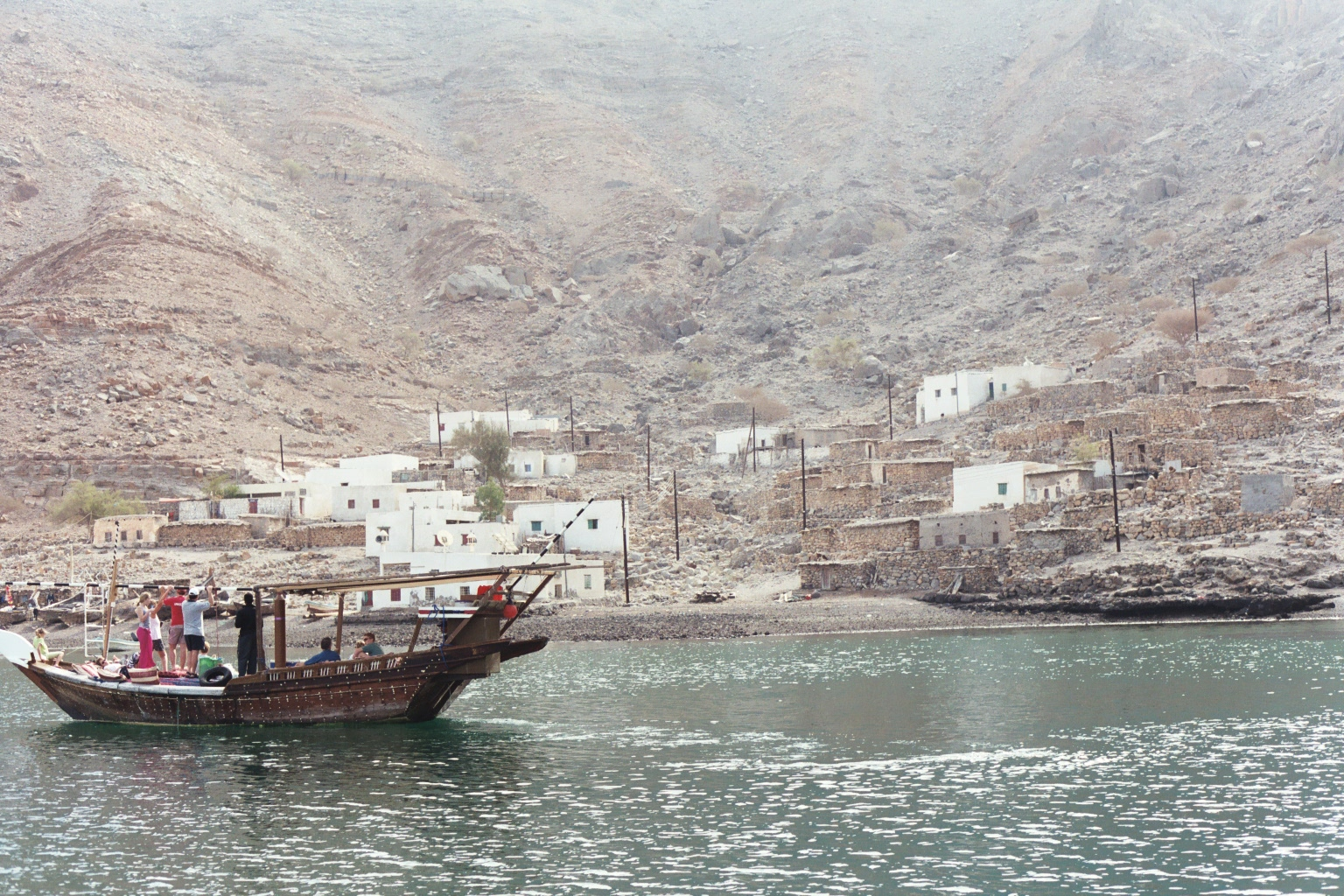
Una villa en la península de Musandam.

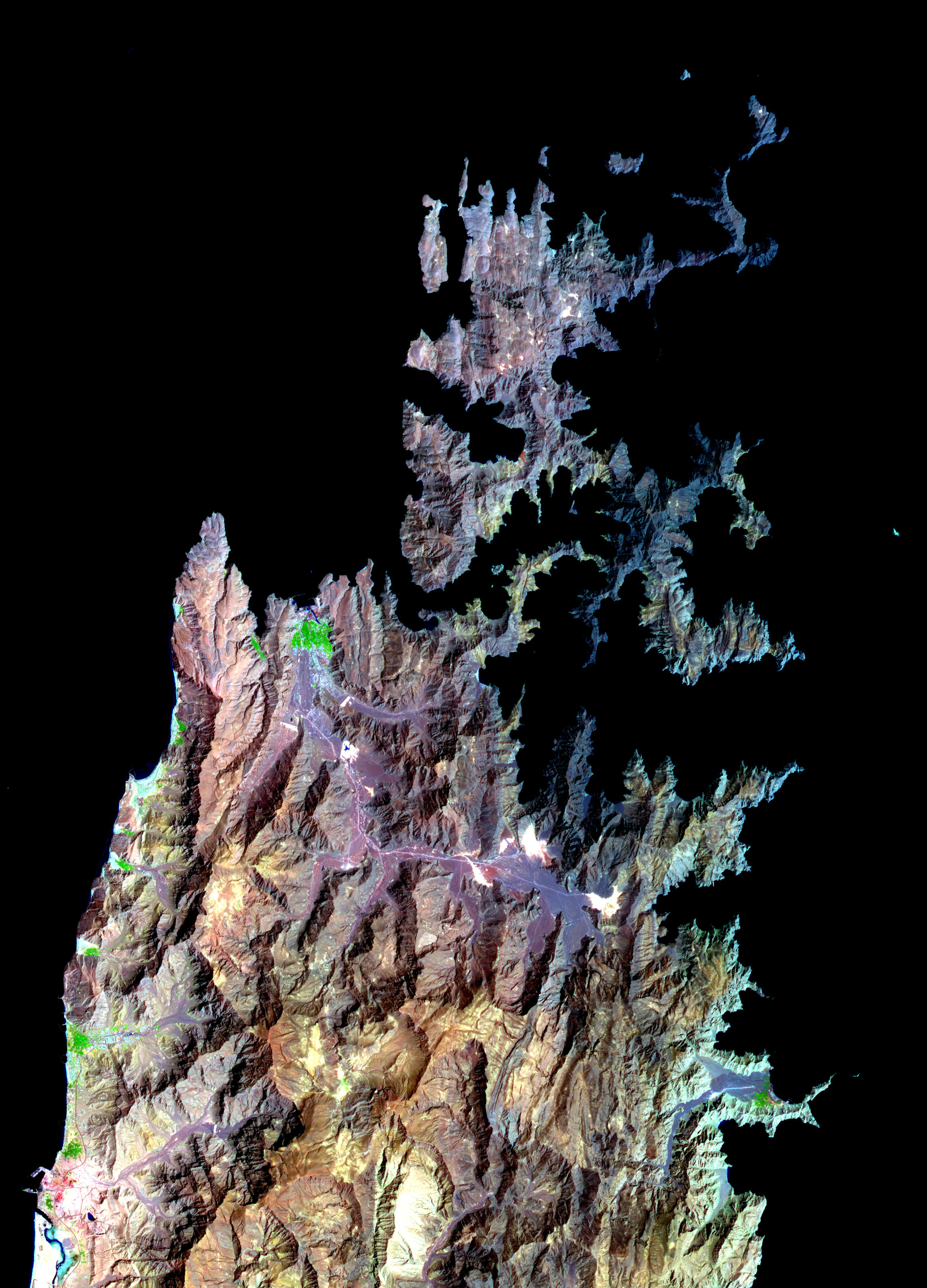
Vista desde el espacio de la península de Musandam. Se observa Al Khasab al norte con tonos de verde, que contrasta con los otros tonos de la roca que la rodea en esta imagen con colores falsos. El término Khasab hace referencia a lo fértil del terreno.

- Datos: Q372144
- Multimedia: Musandam / Q372144
- Guía turística: Península de Musandam